# Jack Farthing
Jack Farthing (nacido el 14 de octubre de 1985, en Londres) es un actor británico principalmente conocido por participar en la serie Poldark, remake de la serie de los setenta basada en la novela homónima.

## Biografía
Nacido y criado en el norte de Londres, estuvo escolarizado en 2 colegios (Westminster School y Hall School Hampstead) y posteriormente en Oxford, antes de formarse en la Academia de Música y Arte Dramático de Londres.

## Carrera
Dejó sus estudios de arte dramático en la Academia de Arte dramático de Londres cuando fue elegido como Benvoglio en el Globe Theater. Allí también participó en otras producciones y fue elegido por el director de casting Andy Pryor para la televisión en un pequeño papel en el drama de época Dancing in the Edge y más tarde con un papel más importante como Freddie Threepwoed en Blandings.
Interpretó también al villano "George Warlegg en la serie de la BBC Poldark (2015–2019).
También interpreta a George Balfour en The Riot Club (2014), a Marc Fisher en la comedia romántica de Netflix Love Wedding Repeat (2020) y al príncipe Charles en la película Spencer (2021).

## Filmografía

### Películas
| Año  | Título             | Papel                    | Comentarios                    |
| ---- | ------------------ | ------------------------ | ------------------------------ |
| 2014 | The Riot Club      | George Balfour           | Dirigido por Lone Scherfig     |
| 2015 | Burn Burn Burn     | Dan                      | Dirigido por Chanya Button     |
| 2019 | Secretos de Estado | Andy Dumfries            | Dirigido por Gavin Hood        |
| 2020 | Amor. Boda. Azar   | Marc                     | Dirigido por Dean Craig        |
| 2021 | La hija oscura     | Joe                      | Dirigido por Maggie Gyllenhaal |
| 2021 | Spencer            | Charles, Prince of Wales | Dirigido por Pablo Larraín     |

### Televisión
| Año       | Título                   | Papel                         | Comentarios                          |
| --------- | ------------------------ | ----------------------------- | ------------------------------------ |
| 2012      | Pramface                 | Mitchell                      | BBC Three TV                         |
| 2012      | Silk                     | Patrick Telford               | BBC One TV                           |
| 2013      | Blandings                | Freddie Threepwood            | BBC One TV                           |
| 2013      | Dancing on the Edge      | Young Waiter                  | BBC Two TV                           |
| 2013      | Los demonios de Da Vinci | Botticelli                    | Fox TV, episodio 4 de la temporada 1 |
| 2013      | Agatha Christie's Poirot | Gerald Paynter                | ITV series                           |
| 2014      | Blandings                | The Hon. Frederick Threepwood | BBC One TV series 2                  |
| 2014      | Cilla                    | John Lennon                   | ITV TV (2 episodios)                 |
| 2015–2019 | Poldark                  | George Warleggan              | BBC One, temporadas 1 a la 5         |
| 2018      | The ABC Murders          | Donald Fraser                 | BBC One                              |
| 2022      | Chloe                    | Richard                       | BBC One TV series                    |